# University of Central Missouri
Die University of Central Missouri ist eine staatliche Universität in Warrensburg im US-Bundesstaat Missouri. Neben dem Hauptcampus in Warrensburg gibt es einen Standort in Lee’s Summit.

## Geschichte
Die Universität wurde 1871 als State Normal School, District #2 gegründet und wurde als Warrensburg Teachers College bekannt. Ab 1971 trug sie den Namen Central Missouri State University (CMSU). 2006 wurde sie in University of Central Missouri umbenannt.

## Fakultäten
- Kunst, Geistes- und Sozialwissenschaft
- Business und Bildungswissenschaft
- Erziehungswissenschaft
- Gesundheit, Naturwissenschaft und Technologie

## Zahlen zu den Studierenden
Im Herbst 2020 waren 9.959 Studierende an der Universität eingeschrieben. Davon strebten 7.629 (76,6 %) ihren ersten Studienabschluss an, sie waren also undergraduates. Von diesen waren 56 % weiblich und 44 % männlich; 1 % bezeichneten sich als asiatisch, 9 % als schwarz/afroamerikanisch und 6 % als Hispanic/Latino. 2.330 (23,4 %) arbeiteten auf einen weiteren Abschluss hin, sie waren graduates. Über 100.000 Personen sind Ehemalige (Alumni) der Universität.
2014 hatte die Universität über 12.000 Studierende.

## Sport
Die Sportteams der Hochschule sind als die Central Missouri Mules and Jennies bekannt und nehmen an der  MIAA teil.

## GIMPS
Im Rahmen des GIMPS-Projekts wurden an der UCM in den Jahren 2005, 2006, 2013 und 2016 vier Mersenne-Primzahlen entdeckt. Die 2016 entdeckte Zahl hat über 22 Millionen Stellen und ist die zurzeit größte bekannte Primzahl.

## Persönlichkeiten
- Dale Carnegie (1888–1955), Buchautor, studierte an der Vorläuferinstitution Central Missouri State Teachers College
- Jeffrey Lundgren (1950–2006), Sektenführer und selbst ernannter Prophet
- Kanja Sanneh (* 1958), Landwirtschaftsminister in Gambia
- Ronald Shroyer (* 1941), Musiker
- Sanijay Watts (* 1987), Basketballprofi
- Zack Wright (* 1985), Basketballprofi
- Vicky Hartzler (* 1960), republikanische Kongressabgeordnete